# カルカラレルカ
『カルカラレルカ』は日本の漫画家である銅目貫による漫画作品。『GANMA!』（コミックスマート）で2013年12月12日より連載。

## あらすじ
カルカラレルカ SR-H ORIGIN（第1部）
未開惑星の開拓調査機関「ゴフェル」所属ハンターの兄妹が現地未確認生物のハンティングを行いながら失った記憶と惑星の秘密に迫る。
カルカラレルカ SR-H PROSPERITY（第2部）
人類文明の最先端に位置する超惑星”アーク”。 開拓が始まり一世紀以上が経過した今もなお、”その星”には未知の技術、未知の生物、そして未知の能力が眠る。 地球出身のハグルは、未知の惑星での立身出世を夢見て、”アーク”にある「能力開発機関」への入学を志す。
~我楽多~
アークに向かう途中で惑星間宇宙ステーション・ビフレストに到着したハグルはゼンロク・アンヴィの2人と出会う。その後ハグルはWSDテストを受けたが、そのテストによってハグルの固有特性が発動してしまい、災害級ディライブの我楽多が現れてしまう。
~未曾有~
我楽多討伐後アークのフロートエアポートに到着した一行だったがそこで未曾有の襲撃にあってしまう。未曾有の被害が拡大する中、未曾有と対峙したハグルがミセリア家のギフトを発動し、戦いの舞台はクラブシップへと移される。
~暗々裏~
ようやく機関での学校生活が始まった。ゼンロクは秘密機関・ジョーカーラボから情報を盗もうとして潜入するが、そこに待ち受けていたサディスクロウ師団長に見つかり、退学とハグルの尻をかけたブラックジャック対決が始まる。
~青天井~
マークス恒例行事であるヴァーリ連峰での大遠足会が近づいてきた。サディスクロウはハグルの固有特性で青天井のディライブを呼び出し、連峰で戦う作戦を提案する。全4師団の師団員が待機する中遠足会が始まりハグルは特性を発動したが、それが思わぬ事態を生むこととなる。
~有頂天~
アークメディアを作り出したディライブであり、100年前に人類からディライブになった初の例でもある有頂天を討伐すべく、クラブ師団とハート師団が動き出す。魔法少女限定マノコ杯での討伐を目指すが、そこでの強さの指数は人気があるため、ハグルたちはアイドル活動に身を投じることになる。
~下手物~  
マノコ杯でついに女であることがバレてしまったハグルはゼンロクへの罪悪感を残したまま、ハート師団に異動になってしまう。ハートAのハーディバルはハグルの固有特性で暗々裏を呼び出し、ついにその討伐に成功した。その後ハグルとハート師団、そしてダイヤ師団はタイプAのディライブ・下手物の討伐のため死の大陸・セントラルヘルヘイムへ上陸するが、ここで破天荒のディライブでダイヤAのロボルトフが反乱を起こし…
~invisible real sky~
アンビィの回想録。アンビィは子供の頃、『王奥』と呼ばれる謎の施設で暮らしていた。その王奥の中でアンビィの人生を決定づけるある騒動が起こる。
~破天荒~
ロボルトフの策略により、SR-Hvsロボルトフ、スペード師団&ダイヤモンド・ドールvsディライブらの全面戦争が始まった。なんとかセントラルヘルヘイムから脱出したハート師団の残党たちはグラムロックに立てこもりダイヤ師団・ダイヤモンド・ドールを相手に戦っているクラブ師団を救出するため、WSDハック対応新WSDの開発とアーク総議会の乗っ取りを決行するが…
~断末魔~
なんとかロボルトフの策略を打破し、SR-Hの新体制を発足させたハグルたちはマルメニル代表のピクス・トマホークから断末魔討伐の依頼を受ける。そしてアンビィは念願の未曾有討伐に向けて、サディスクロウらクラブ師団は何らかの目的を持ってそれぞれ動き出す。
~ボードゲーム~
断末魔討伐や隠れディライブのデモ鎮圧など大活躍を見せるハート師団に、クラブ師団はロボルトフ討伐及び総司令救出作戦の援護を依頼、ゼンロクはロボルトフとの戦いに向け策を練る。しかしロボルトフは軍艦ボゴロージツァと私兵数千をもって万全の態勢で待ち構えていたのだった。一方ヴィースブルではスペード師団と未曾有ら隠れディライブ達の戦いが始まった。そこにダイヤ師団も向かい…
~決戦~
様々な陣営の思惑が交錯する中、ついにハグルvs破天荒、ゼンロク&アンビィvs未曾有の最終決戦が始まった。ゼンロク、アンビィは未曾有の圧倒的な火力に苦戦を強いられる。一方ハグルはボゴロージツァ制圧ミッションの前にサディスクロウから渡されていた全身使用権を発動。破天荒の相手はサディスクロウとなる。　
~エデンの奥~
ハグルが未曾有に連れ去られた3日後、病院でようやく目を覚ましたゼンロクは総司令・アウロラ＝スチュアートからアンヴィの状態や世間のディライブへの批判を聞き、また未曾有の能力について総司令に話す。そして全師団をまとめ今すぐ未曾有遠討伐するように総司令に要請するも、マークスとしてのデッドラインはハグルが未曾有との子を産むまで、つまり約280日後だと告げられる。しかしゼンロクは絶望することなく筋トレを続けるのだった。
~繁栄~
ハグルがアダムアークに誘拐されてから七日目、2人はエデンの奥で対峙する。結局ハグルはアダムアークを受け入れず、アダムアークを全否定し、不幸体質を利用しエデンの奥にピンポイントで隕石を落下させ、エデンの奥の拡張次元を破壊する。そのタイミングでマークスがゼンロクの指揮の下、全師団でヨツンヘイム大森林に現れた。そうしてスペード、ダイヤ、総司令vsアダムアーク、クラブvsウェザマシラ、ハートvsリップの戦いが始まる。
~審美眼~
番外編。未曾有討伐後、ディライブ生存の可否を巡ってアークの治安が悪化、SR-HやDDが治安回復に総動員されていた。そんな中、ディライブ・審美眼を名乗る何者かによる反ディライブ派議員の殺害がシグニューで発生、その捜査にドロモが駆り出されることとなるが…
~true origin~
番外編。カルカラレルカシリーズの原点を描いたストーリー。天体観測用宇宙船に搭乗する4人の人間は通常通り任務を行なっていたが、ある時巨大な小惑星が船の前に出現する。

## 登場人物

### カルカラレルカ SR-H ORIGIN（第1部）
リク=ゲルリッツ
主人公。駆け出しのSR-Hであり、ディライブでもある。オリジンによるアスク襲撃事件で幼少期の記憶がない。固有特性は『起源(オリジン)』で、無の状態から生物を生み出し、またその生物を消すこともできる。アスクに上陸し惨劇の真相を知るもビルにより殺害された。
スイ=ゲルリッツ
主人公の妹。駆け出しのSR-Hであり、人間。銃がとても得意。固有特性は『円窓眼』で視界に入っているものの動き全てを停止することができる。兄と共にアスクに上陸したがリクが死亡したため、その真相を調査しその内容を『スイレポート』としてまとめた。その内容は核心に迫っていたが、何者かの隠蔽工作によりあてにならない資料として扱われている。
ビル=ゲルリッツ
人類で初めて惑星アークを発見した開拓者。現在はSR機関ゴフェルの総司令。実はアスクの惨劇の犯人であり、リク＝ゲルリッツを一度殺すも再生させディライブにした張本人。おそらく『オリジン』と思われる能力でリクを再生させたが、リクがアスクで記憶を取り戻したため能力を解除し殺害した。
ナイト博士
稀代の天才である特性博士。その才能ゆえに狙われることも多いため、顔を見せないように馬のマスクを着用している。様々な特性武器を開発し、その最高傑作たるWSD(wearable spondium device)は人類の対ディライブ戦力を大幅に増幅した。しかしもとより先住民としてのディライブの存在を知っていたことや郵便屋との繋がり、更には自殺といった謎が多く不気味な人物である。ペディオフェリアであり、人形のミチルと様々なプレイをしていたり、白衣の下はパンツ一丁であったりと漏れなく変態である。

#### 未知の生物
オリジン
新惑星アークの第一（ファースト）都市アスクを襲ったとされる未知の生物。主人公兄妹以外の生存者がいない上、事件後の兄妹は記憶喪失であり、現在に至るまでアスク住民以外会敵した者がいない為、詳細不明とされている。

### カルカラレルカ SR-H PROSPERITY（第2部）
ハグル=R=ミセリア
主人公。不幸な体質を克服する為、友人達と新惑星アークに移星する。しかしその不幸さ故にあえてディライブ出現を誘発することができ、戦争を終わらせる者としてマークスの重要戦力の一角を担うことになる。
ゼンロク=H=クラウス
アークの特性技術で金儲けをする為に地球から移星した学生。筋トレが趣味であり、嘘をつく女が嫌い。
また、筋肉があるが機械などを使うのが得意
アンビィ=キングポール
ディライブを討伐する為に現れた謎の男。本人自身もディライブである。父親はアダムアーク。ディライブ村の王奥出身。

#### SR-H
アウロラ＝スチュアート
ゴフェル総司令でもとハート師団長。異名は不老のヴァルキリー。固有特性は『拡張次元(ディメンション・エクスパンド)』だが、スチュアート家の継承強化の恩恵により、拡張次元に取りこめる物質の質量、エネルギーの限界値が通常より圧倒的に高い。また、『表当て』の応用である『表切り』など固有特性なしの戦闘能力も非常に高い。本編では有頂天討伐のため、本来の身分を隠しハート2のアウロリーネとしてアイドルユニット・キャミリアに参加。マノコ杯では無類の強さを見せつけた。有頂天との一騎討ちでは、前半から固有特性を用いて有頂天と互角に渡り合い、拡張次元に予め入れておいたフレアディザスターでマノコをあと一歩のところまで追い詰めるも、有頂天がアークメディアのルールをいじり、強制的に現実世界へと戻されてしまった。ロボルトフの離反後はサディスクロウと共にロボルトフ及びダイヤ師団の討伐を計画していたがロボルトフにSR本部を占拠され、職員らを人質に取られた為あえなく無抵抗で投降。ボゴロージツァの一室に監禁される。その後ロボルトフ討伐戦の最中にアスクでダイヤ7のデフロ博士に殺害されそうになるが、デフロ博士が本当に知りたがっていたアークの本当の歴史を話し、無傷で解放され、クラブ師団に保護された。
クラブ師団
サディスクロウ
現クラブA。固有特性は『チェンジモードブランドメーカー』で、W・R・Xの刻印を相手にして刻印する焼印。W(Write)を刻印すると相手の脳内に直接自身の思考を伝えられ、R(Read)を刻印すると相手の脳内の思考を読むことができる。X(eXecute)を刻印すると、刻印した相手の部位を好きに借りることができ、これを利用すると相手の固有特性を使用したり、相手に『Delete』でダメージを肩代わりさせることができる。また、自分の部位を相手に貸し出すこともできるが、それには『権利書』と呼ばれる紙が必要で、貸し出された場合には権利書は燃えてしまう。クラブJやヒスティ、シグムンド・シグニューの刑務所にいる犯罪者たちの部位を借りて、様々な固有特性を駆使して戦うため、戦闘力はAにふさわしいものとなっている。アークの名家・キングポール家の人間で、若い頃は金と権力、暴力を駆使していた悪党だったが、臓器売買組織に捕まってしまい、手足や様々な臓器、睾丸といった部位を奪われてしまう。しかしその治療で入院していた後のクラブJら4人との出会い、ヒスティの献身的な介護や叔父のディージー＝キングポールの粋な計らいによって固有特性を発現させた。かつて下手物と戦った過去があり、その際戦利品として下手物の右目を奪い、それを利用して本編ではデフロ博士と助手のドルを一瞬で拘束したが、下手物討伐後は右目は元に戻った。ハグルには、有頂天討伐の際には下手物の右目を、破天荒討伐の際には全身を貸し出した。ダイヤAの破天荒ことロボルトフとは仲が悪く、互いに目の敵にしている。破天荒離反後はグラムロックに立てこもってダイヤ師団・DD(ダイヤモンド・ドール)と戦っていたが、WSDを封じられ苦戦。目の前でディージーが亡くなってしまう。その後の破天荒との一騎討ちではロボルトフの戦闘力の高さや様々な策略に対し、多くの固有特性で対抗するも苦戦し、万事休すかと思われたが、郵便屋の活躍により状況が一変。逃亡を図るロボルトフに追撃をかけ、討伐。ディージーやハート師団の仇を取った。
ヒスティ
クラブA。固有特性は『M(ミ)ラクルボディ』で、物理ダメージでは死なない。(ただし限界値はある)極度のドMでサディスクロウにしつけられている。単純特性の『斬撃(スラッシュ)』を多用するが他の者が使うよりもその威力が大きく上がっている。
ディージー＝キングポール
クラブKで元クラブA。固有特性は『ナワバリ』で、設定した領域(半径約100m)内の敵からエネルギーを奪う。インプラントWSDを使用する数少ない人物の1人。シグムンド代表のウィーホ・キングポールの弟、すなわちサディスクロウの叔父にあたる。妻のサン＝ゲルリッツとの間に娘のドリィージー＝キングポールを設けたが、アダムアークにさらわれてしまった。そのドリィージーの遺児であるアンビィの師としてアンビィをアダムアークを狩れる戦士にするよう鍛えていた。戦闘スキルは相当なもので『前人未踏』は勿論、高レベルな剣術も心得ており、軍神とあだ名されるほどである。本編ではロボルトフの反逆によりクラブ師団がダイヤモンド・ドール達に襲撃された際、クラブ10以下の団員が消耗する中、船内に侵入した個体を1人で複数隊倒すという規格外の強さを見せ、クラブシップの盾として奮戦したが、学習機能のあるダイヤモンド・ドールに押され始め、アンビィらが救援に来るまで耐え切ったものの、戦闘で負った傷は深く、絶命した。
メスナ＝ガイ
クラブQ。
アカ＝ミズキ
クラブQ。
スペード師団
エンド＝ゲルリッツ
リク＝ゲルリッツの直系の子孫でスペードAのディライブ。固有特性は『オリジン』。先天性特性過敏症であり、スポンジウム反応を見ることができ、その反応を斬ることで特性を発動前に封殺することができる。ゲルリッツ家直伝の剣術、『先見の明』、固有特性やその目の能力などからマークス最強と目されるほどの圧倒的な実力を発揮する。異名は『異能斬り』。しかし、自身は人間同士の子であるにも拘らずディライブになってしまったために、その原因はディライブによるものと考え、ディライブに激しい憎しみを持つ。それ故にディライブの根絶を目的としており、アンビィなどのマークス側のディライブをも抹殺しようとしている。同じスペードAのワークと組んで行動することが多い。作中では青天井や麒麟児といった非常に戦闘力の高いディライブ達を瞬殺し、ロボルトフの一件ではアンビィを一度殺害するが、ハグルの固有特性によって結局はアンビィを逃してしまった。
ワーク
スペードA。固有特性は『ブラックアサイン』で、黒い手帳に相手の名前やタスク内容、制限時間を書き込むことで、相手の同意があればそのタスクを相手に割り振ることができる。またそのタスクの進捗に遅れが出れば、タスク遂行者はだんだんとタスク遂行以外の思考を停止し半暴走状態になり、その身体能力は強化されブーストしていく。最終的には『デスマーチモード』になり必ずタスクが達成される。また『パワハラモード』もあり、これは相手の同意や名前がなくとも、相手の額に直接書き込むことで強制タスクを強いることができる。本編では大遠足会で初登場し、エンドとともに大量のディライブを討伐し圧倒的な力を見せつけた。その後マノコ杯への参戦、各地の隠れディライブ狩りなど各地を転戦し、現在はマークス総出の未曾有討伐戦に参加している。メガネをかけており一見エリートのように見えるが、『きゃわたん』や『止まラーメン』などの発言によりほぼネタキャラと化している。最近では頭上にタライを落とされた。
スタリス
シェリオ＝ムーア
ウィザーク
メダリオックス兄弟
ダイヤ師団(旧)
ロボルトフ
師団長でダイヤA。詳細はディライブのロボルトフを参照。
ダイヤ師団(新)
アンヴィ＝キングポール
師団長でダイヤＡ。詳細は前述のアンヴィ＝キングポールを参照。

#### ディライブ
ディーナ
人類より前にアークに居住していた先住民。可愛いもの好きのディライブ。先住民としての純粋なディライブ三体のうちの一人で、女性はディーナのみである。かつてアダムアークに繁殖行為を迫られたが拒否し、子供を作らなかった。そのためにアダムアークの固有特性『イデアズアダム』のトリガーとなった。固有特性は『マジジェネコスメ』で、自分の血液や唾液を相手に注射すると相手を別の生物に変化させ操ることができるというもの。また、他生物を体内に取り込むことができ、変身能力はそうしてストックした命の分だけ行える。
ピカルジュ
我楽多（がらくた）と呼ばれるディライブ。人類を素材として扱う芸術家。固有特性は『森羅万象芸術(オールアート)』で、強力な光であらゆる物を我楽多にすることができる。宇宙空間にセルフィッシュヴィートゥーのバリアごと放り出され絶命した。
ノーフェイス
暗々裏（あんあんり）と呼ばれるディライブ。固有特性は『完全擬態(パーフェクトミミクリー)』で擬態が得意。戦力は高くなく、トリッカーとしてアダムアークのもとで動いていたが、ハートAに瞬殺された。ディライブ村の王奥出身。
アダムアーク
未曾有（みぞう）と呼ばれるディライブ。人類より前にアークに居住していた先住民。アソコが宇宙一硬い。ディライブの長であり圧倒的な戦力を誇る。能力は『イデアズアダム』で相手の女性の理想の男性像を映し出す能力であり、一度その姿に変われば、その女性の前でなくてもその姿に変わることができるが、この能力は本来惑星アークの固有特性であり、アーク自体がアダムアークを守ろうとしてアダムアークに使用権を委譲していたものだった。『イデアズアダム』では、その姿によって固有特性も異なる。例えば、筋肉質な姿(こちらがデフォルト)のときの固有特性は『フレアディザスター』で、南極で無差別に降り注ぐ高エネルギーのことであるが、剣士の姿での固有特性は、相手の影を斬ることで相手を斬ることができる『影武者』である。
```
その圧倒的な実力と豊富な固有特性のレパートリーによって長年SR-Hと戦い、ディライブの王として繁殖を続けており、誘拐したハグルとも繁殖を行おうとしたが拒否され、救出に来た全師団との最終決戦に突入する。当初はエンドに重傷を負わせ、クラブ師団を単体でほぼ壊滅にまで追い込むなどSR-Hを圧倒したが、アークの能力が届かない宇宙空間でのハグルとの一騎討ちでとどめを刺され絶命した。
```

流楼（るろう）
青天井（あおてんじょう）と呼ばれるディライブ。新人類党と呼ばれる組織を率いる。固有特性は『ケッキサカン』で、相手を暴走状態にする。ディライブの中でも高い戦闘力を誇り、剣術と持ち前の再生能力でアンビィらを追い詰めるが、スペードAにして人類最強のエンド・ゲルリッツによって殺害された。部下としてアカエ、アオジの二体の隠れディライブを配下においていたが彼らもエンドによって殺害された。
マノコ
有頂天（うちょうてん）と呼ばれるディライブ。元ピロウ=セールスという人間。固有特性・『アークメディア』でアークメディアというネット世界のようなものを創り出し、管理している。定期的にマノコ杯というサバイバルゲームをアークメディアで開催し、自らに有利なルールを創ることで無敵を誇っていたが、それを逆手に取ったハグルによって女王の座を奪われ、逃走した。しかし戦闘力が低いわけではなく、ディライブ化した直後の巨大な怪物のような姿にいつでも変身することができる。人間時代から尻軽だったようで、部下からつけられたあだ名は『妖怪枕営業』だった。人間との間に隠し子を設けており、一体目はSR-Hにより討伐されてしまったが、二体目のヴァルミリアはハートQとしてSR-Hで活躍中。
下手物
ゲテモノと読む。
クラブA・サディスクロウにより片目を奪われているが、固有特性の力は強力である。固有特性・ゲテモノゲヘナを使い見たものを怪物化させられるが、ゼンロクの機転により鏡に映った自分を見て怪物になってしまった。もとは人間で、元ゴロツキのベルフェマンという男。第1部で行われたヘビーフラッズによるテロの準備段階の実験により、マノコと同様のスポンジウム生物を摂取させられディライブ化した。人類のディライブ化の第二例目。
ロボルトフ
破天荒(はてんこう)と呼ばれるディライブ。元ダイヤ師団長であり、ディライブ討伐のためならなんでもする。しかしディライブ討伐の欲望のあまり、ハート師団を壊滅状態に追い込み総司令を監禁するなどマークスに対して反乱を起こしている。非常に執念深い性格で、目的のためによく策を練り、時間をかけることを厭わない。ある国の密命を受けてアークの軍事力統制のため暗躍する。自身の持つ軍事力も相当なもので、私兵数千に加え軍艦ボゴロージツァをはじめとする艦隊を所有している。身体を全て機械化しており、生身の脳のみを新たな施設に厳重に保管してそこから自身の身体や子機を動かしたり、SFD(satellite flare disaster)の座標を指示したりする。サディスクロウとの戦闘では機械化した身体の頑丈さやSFDを巧みに利用し、Rの刻印をされた臓器を入れられ思考を読まれても尚戦いを優位に進めたが、郵便屋が生身の脳のもとへ現れ、脳を破壊したため、形勢が逆転。サディスクロウが囚人から奪った固有特性『マッドハンド』で最後の１つである機械化した脳を奪われ、完全に機能が停止した。
断末魔(だんまつま)
感染型のディライブ。人間に寄生型スポンジウム生物を感染させ、その生物の特性『寄生(パラサイト)』を発動させることで感染者を増やす。もしも感染者に直接肌に傷をつけられたり、感染者の体液を体内に入れてしまうと必ずゾンビになってしまい、単純特性『暴走(オーバードライブ)』によって『暴走死体(レイジングデッド)』となり、食人行為を繰り返すようになる。しかし暴走死体の食人行為は食人が目的ではなく、殺人が目的らしい。また、断末魔は暴走死体とある程度意思疎通することができる。新しく優先討伐リストに追加されていた。第13都市・マルメニルをパンデミック状態に陥れたが、単体としての戦闘力はさほど高くなく、あっけなくゼンロクに殺害された。本名はノルアイ＝フェキングでマルメニル在住の17歳男性。
麒麟児(きりんじ)
ヴァーリ南西の山里に住んでいた少年のディライブ。その山里は住民全員がディライブだったが、その中でも一際強く、SR-H最強のスペード師団の師団員やダイヤモンドドールを退けるほど。新しく優先討伐リストに追加された。現在未曾有に協力し、ヴィースブルのヴァンランディタワーの次元接続サービスを用いた雲海ルームでスペード師団、ダイヤ師団と交戦中。本名はボルガという。固有特性は『カウンタースキル』で、ある範囲内にいる人間の固有特性を、スポンジウム反応を見切ることで再現することができる。しかしスポンジウム反応を伴わないギフトや技には対応できない。スペード師団、ダイヤ師団のマーク階級者達相手に1人で奮戦するも、エンド＝ゲルリッツの登場で退却。しかしエンドが追ってきたため戦闘になり、エンドの固有特性『オリジン』を使って応戦するが『異能斬り』で心臓を切られ、体も真っ二つにされ死亡した。
ドロモ＝シデロ
アダムアークの息子で王奥出身。固有特性は「レールトレース」で、対象の移動を追跡できる。主にノーフェイス(暗々裏)とともに工作をしていた非戦闘型ディライブで、人間を恐れており、ダイヤモンド・ドールの襲撃から逃れるためSR-Hに保護を求めてきた。アンビィの友人でもある。現在はリーヴの特別労働監督署で勤務中。
ヴァルミリア
有頂天ことアークマノコの隠し子。固有特性『インターフェース』のほか、『ドラゴンテール』を筆頭に様々な単純特性を得ており、戦闘力は高い。ディライブながらSR-Hに加わっており階級はハートQ。
ラピィラピィ＝ラビィ
アダムアークの子孫。固有特性は『脱兎の如く』で、能力発動中はいかなる攻撃も当たらない。本人曰く平和主義者だが、その思想の実現のためにハグルとゼンロクをアダムアークに引き合わせるという凶行に走った。ただし本人には裏切ったという自覚がない。現在はヴァルミリアに拘束(KEZIME)されている。サプリング生で階級はハート3→ハート7。
ファーム・ロマン
第14都市・ロヴァルの代表。彼自身ディライブであることを隠していたがアーク総議会でディライブであることが露見した。その上総議会の流れに抗ってディライブ擁護を明言したが、ロヴァル市民からの圧倒的な支持率は保たれた。固有特性は『サウンドサーフィン』で、音に乗せて対象を音の届く範囲まで移動させることができる。
ピヲ
ヴィースブルのヴァンランディタワーの時間接続サービスを使って、ヘグニ北東で待ち構えていた未曾有配下のディライブ。固有特性は幻術系だが詳しくは不明。服装は海パン一丁。エンド・ゲルリッツとワークの2人のスペードAによって瞬殺された。
フォスト・シクスト姉妹
アスクにいた隠れディライブ。ロボルトフによる第一次ディライブ掃討作戦でダイヤモンドドールに両親を殺害された。そのダイヤモンドドールに殺されかけたところをゼンロク、モール、ドーティー博士、うるうに助けられ、難を逃れた。ハグルンの大ファン。現在はアスクの特別養護施設に収容中。
リップ
ロヴァルで市民権を持つディライブ。アダムアークの娘。ハグル拉致の際、エデンの園でのハグルの世話係を言いつけられた。固有特性は『安らかな眠り』で、手を合わせるだけで近くにいる者全ての心臓を停止させられる兵器級の特性。相手が単体なら遠くても停止させられる。また、覚醒モードになれば手を合わせずとも全身から出す霊のようなドクロで相手を殺すことができる。手に硬化(ハーデン)の特性を持つ手袋をして近接戦を行い、体のこなしと相まってその戦闘力は相当なものである。幼少期を王奥で過ごしたのち、ロヴァルと孤児院に移るも、通っていた学校で人間からいじめを受け、相手の死を望むことで固有特性が発現した。本編の戦闘ではハート師団やゴブリンマウスを相手に1人で奮戦するも、単純特性武器「暴走(オーバードライブ)ナイフ」によりスポンジウムを使い尽くされ気絶し敗れた。
ウェザマシラ
フロージで両親に養われていた、引きこもりの災害級ディライブ。アーク総議会後、移住と就職を義務付けられたことに反対し激しく癇癪を起こして、固有特性『風見猿』で竜巻をいくつも発生させあたり一帯を丸ごと吹き飛ばした。その固有特性の真髄は風の把握と操作で、風を利用した高速移動や攻撃、物体運搬など汎用性は高い。ハグルに拘束されアスクの刑務所に送られていたが、ロボルトフの一件で脱獄した。祖父であるアダムアークに協力するため、ヨツンヘイム大森林のアジトへと駆けつけた。クラブ師団との戦闘では当初風でモンスターを呼び寄せ善戦し、リップがハグルを奪われるとその奪還に向かい一時奪還に成功する。しかしクラブQのメスナ＝ガイに重傷を負わされ、なんとかハグルをアジトBへ移送するも瀕死状態になる。その後未曾有を捜索していたダイヤ師団に見つかるもアンビィの温情で、ハグルの居場所を教えるかわりにダイヤ師団の扶養下に入ることとなる。
そのほか、リク＝ゲルリッツやアンヴィ＝キングポールもディライブである。

#### 固有特性
瓢箪駒(ミラクルゴード)
ゼンロク=H=クラウスの固有特性。少しでもそうなる可能性があれば、それを言葉にすることで真実にすることができる。
森羅万象芸術(オールアート)
ピカルジュの固有特性。強力な光であらゆる物を我楽多にすることができる。本人曰く芸術
先送り(ディレイ)
ラッカス(ノーフェイス)の固有特性。死んだことを先送りしたりできる。ハグルの腕が我楽多になった時も「我楽多になったこと」と「手術」を先送りした。
セルフィッシュヴィートゥー
アンビィ=キングポールの固有特性。バリアを張り巡らせる。この固有特性の本質は「拒絶」であり、バリアも拒絶の力で張っている。ちなみに物質を透過して張ることもできる。また、上手く可視光線を拒絶の力で制御すればステルスも可能である。

## 用語
惑星アーク
ビル=ゲルリッツによって発見された新惑星。地球とよく似た環境であり、生物も地球生物とどこか似ている。スポンジウムと呼ばれる特殊な元素が惑星中に存在する。
スポンジウム
惑星アーク固有の元素。スポンジウム反応によって様々な特性を発揮する。
WSD（ウェアラブル・スポンジウム・デバイス）
剣の取っ手のような持ち手に、棒状のスポンジニウムがセットされている武器。SR関係でない一般人が所持することはできない。
SR機関
Special Research（特別調査機関）。通称ゴフェル。新惑星アークを調査する為に設立された機関。
SR-H
Special Research（特別調査） Hunter（狩人）の略称。第一部ではノアズ、第二部ではマークスと呼称される。新惑星アークの生物を調査する為の"狩り"専門部署。
ディライブ
派生する者という意味。オリジンに接触したと思われるリク=ゲルリッツが人類を超越した力を有していた為、オリジンから派生したと推定される者に名付けられる。力以外にもディライブは特性及び固有特性を有する。

## 単行本
『カルカラレルカ SR-H ORIGIN』については、2018年8月7日から9月9日の期間にクラウドファンディングによる全話書籍化プロジェクトが行われ、数量および支援者限定で単行本全11巻が刊行された。